# Jesse Moss (réalisateur)
Ne doit pas être confondu avec Jesse Moss (acteur).
Jesse Moss, né à Palo Alto (États-Unis), est un réalisateur et cinéaste américain de films documentaires connu pour son style de cinéma vérité. Il est aussi producteur et directeur de la photographie.
Son film The Overnighters (en) (2014) a été sélectionné pour le prix du meilleur long métrage documentaire aux Oscars. 
Jesse Moss a réalisé quatre longs métrages indépendants et trois documentaires télévisés et a produit quinze documentaires. 

## Biographie
Jesse Moss enseigne le cinéma à l'université d'État de San Francisco. Il vit dans la région de la baie de San Francisco avec sa femme — et collaboratrice régulière — Amanda McBaine et leurs deux enfants.

## Filmographie

### Réalisateur
- 2002 : Con Man
- 2004 : Speedo: A Demolition Derby Love Story
- 2004 : Rated "R": Republicans in Hollywood
- 2008 : Full Battle Rattle
- 2012 : Extreme Civil War Reenactors
- 2014 : The Overnighters (en)
- 2018 : Dirty Money (série télévisée, épisode "Payday")
- 2019 : The Family (en) (minisérie)
- 2020 : Boys State (en)
- 2021 : Mayor Pete (en)
- 2024 : Girls State (en)

### Producteur
- 2019 : Gay Chorus Deep South (coproduit avec Bud Johnston).

## Style
Jesse Moss s'inspire surtout du cinéma vérité (réalisation de films d'observation) et, dans le cas de The Overnighters, il voulait essayer de filmer un film sans voix off ni interviews approfondies, mais filmer des scènes dramatiques telles qu'elles se sont produites.

## Récompenses et distinctions
- (en) Jesse Moss: Awards, sur l'Internet Movie Database